# 플라스미드

플라스미드가 들어있는 세균을 그린 그림. 그림에는 염색체 DNA와 플라스미드가 표현되어 있다.

플라스미드(Plasmid)는 세균의 세포 내에 염색체와 별도로 존재하면서 독자적으로 복제/증식할 수 있는 염색체 이외의 원형 DNA 분자를 총칭하는 말, 1952년 조슈아 레더버그 박사가 처음 제안한 말이다. 플라스미드는 세균의 생존에 필수적이지는 않으며, 다른 종의 세포 내에도 전달될 수 있다. 세균에서 분리하여 조작하기 쉽고, 세포 내로 쉽게 들어갈 수 있다. 이런 성질을 이용해 유전공학에서는 세균 내 플라스미드를 세포 밖으로 빼내고 제한효소로 자른 뒤 필요로 하는 유전자를 삽입하여 이를 다시 세균에 넣어 배양하는 유전자 재조합 기술을 사용한다.
1973년, 잭 코헨과 허버트 보이어가 제한 효소, 플라스미드, DNA 연결 효소를 이용하여 원하는 유전자를 다른 생물의 DNA에 삽입할 수 있을 것으로 생각하고 이를 실현해 유전자 재조합 기술을 개발하였다.

## 벡터
조각을 운반할 수 있다. 더 큰 조각의 운반을 위해서는 다른 벡터들이 사용된다. 보통 원형이다.
플라스미드(plasmid)는 염색체와는 별개로 존재하며 자율적으로 증식하는 유전자를 통틀어 이르는 말이다. 세포 내에서 다음 세대로 안정하게 유지되고 전달된다. 이러한 플라스미드는 플라스미드 벡터(plasmid vector)로 작동할 수 있으며 이는 유전자를 운반하는 역할을 하게 된다.

## 형태
플라스미드는 다양한 형태로 나타날 수 있다.
- 열린 원형(nicked open-circular) : DNA가 원형으로 존재하나 한 가닥에 틈(Nick)이 존재한다.
- 안정된 원형(relaxed circular) : DNA 이중나선이 틈 없이 원형으로 존재하며, 효소에 의해 안정된 상태를 유지한다.
- 선형(linear)
- 초나선 또는 닫힌 원형(supercoiled, or closed-circular) : DNA 가닥이 꼬여 가장 뭉친 상태로 존재한다.
- 변성된 초나선(supercoiled denatured) : 초나선 형태를 이루나 변성된 부분이 있어 초나선에 비해 덜 밀집된 형태이다.

## 같이 보기
- 바이러스 벡터 백신
- 유전자 재조합
- 원핵생물